# Льодолазіння

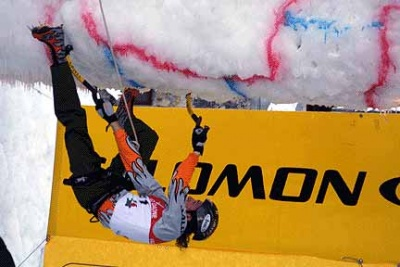
Змагання по льодолазінню на трудність. Етап Кубку світу. Валь-Даоне, Італія.

Льодолазіння (англ. ice climbing, нім. Eiskletternel n) — подолання крутих льодових схилів за допомогою спеціального спорядження. Льодові схили можуть бути природного походження: замерзлими водоспадами, великими бурульками; або штучно створюваними льодовими спорудами.

## Організація льодолазіння
Льодолазіння в даний час виділилося в самостійний напрямок в альпінізмі поряд зі скелелазінням. Регулярно проводяться національні та міжнародні змагання з цього виду спорту серед чоловіків і серед жінок.
Під егідою  Міжнародного союзу альпіністських асоціацій (UIAA) проводяться багатотурові змагання з льодолазіння на Кубок світу і Чемпіонати світу з льодолазіння
Змагання з льодолазання проводяться за трьома видами:
- трудність;
- швидкість;
- боулдеринг.

Поряд з очними змаганнями з льодолазання, які спостерігають глядачі, існує льодолазіння по природних льодових утвореннях: замерзлих водоспадах, бурульках, льодопадах. У цьому випадку найчастіше використовується нижня страховка.

## Спорядження

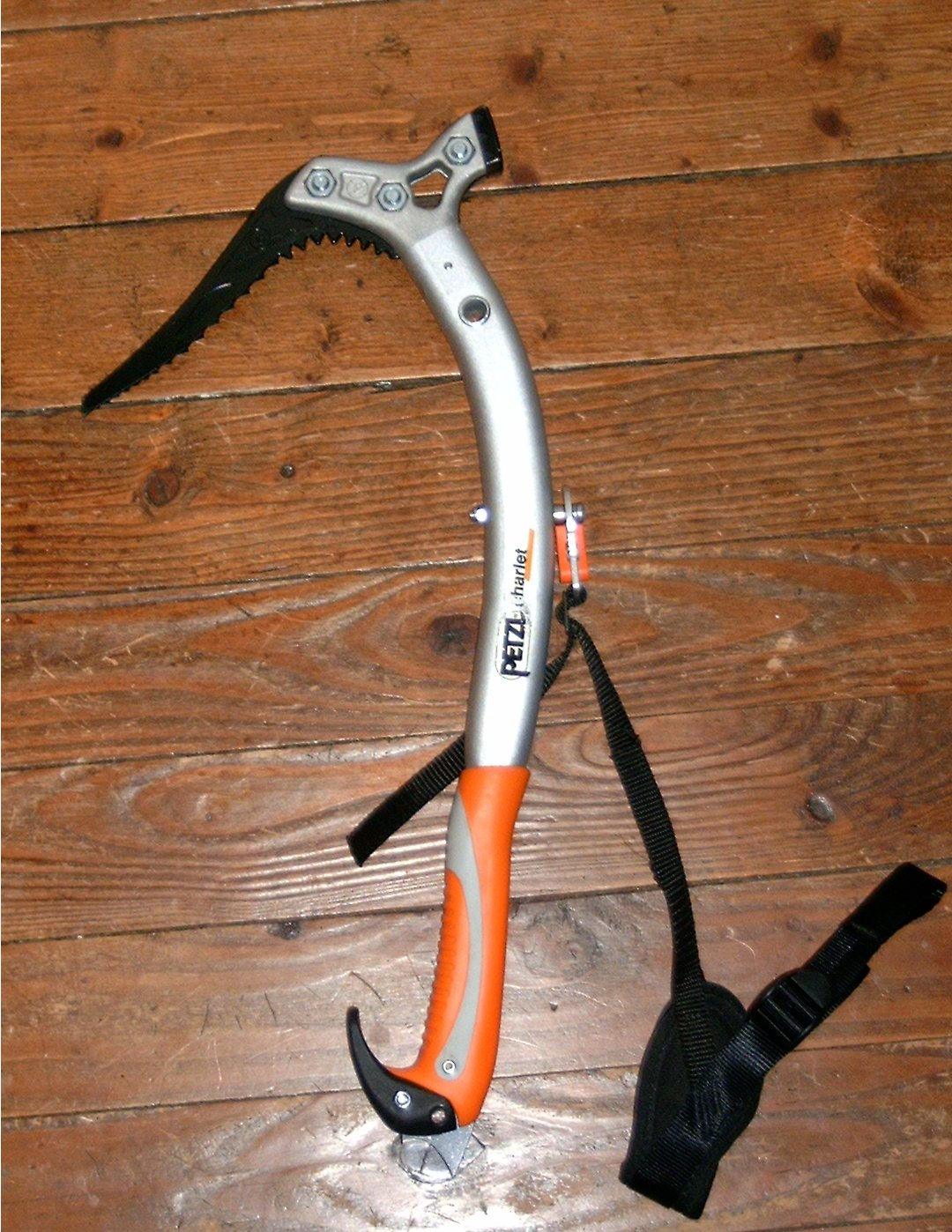
Льодовий інструмент для подолання крутих льодових стін

Для сходження по льодовій стіні спортсмен користується двома льодорубами, льодовими молотками, або двома спеціальними металевими якорями, гаками (по одному в кожній руці), які отримали назву айс-фіфи.
Учасник по черзі вбиває айс-фіфи, підходячи при цьому ногами, на які надіті спеціальні металеві пристосування із зубами, що отримали назву  кішки. В даний час широке застосування отримали спеціалізовані льодові інструменти (від  англ. Ice tool), у тому числі, зі змінною робочою частиною.

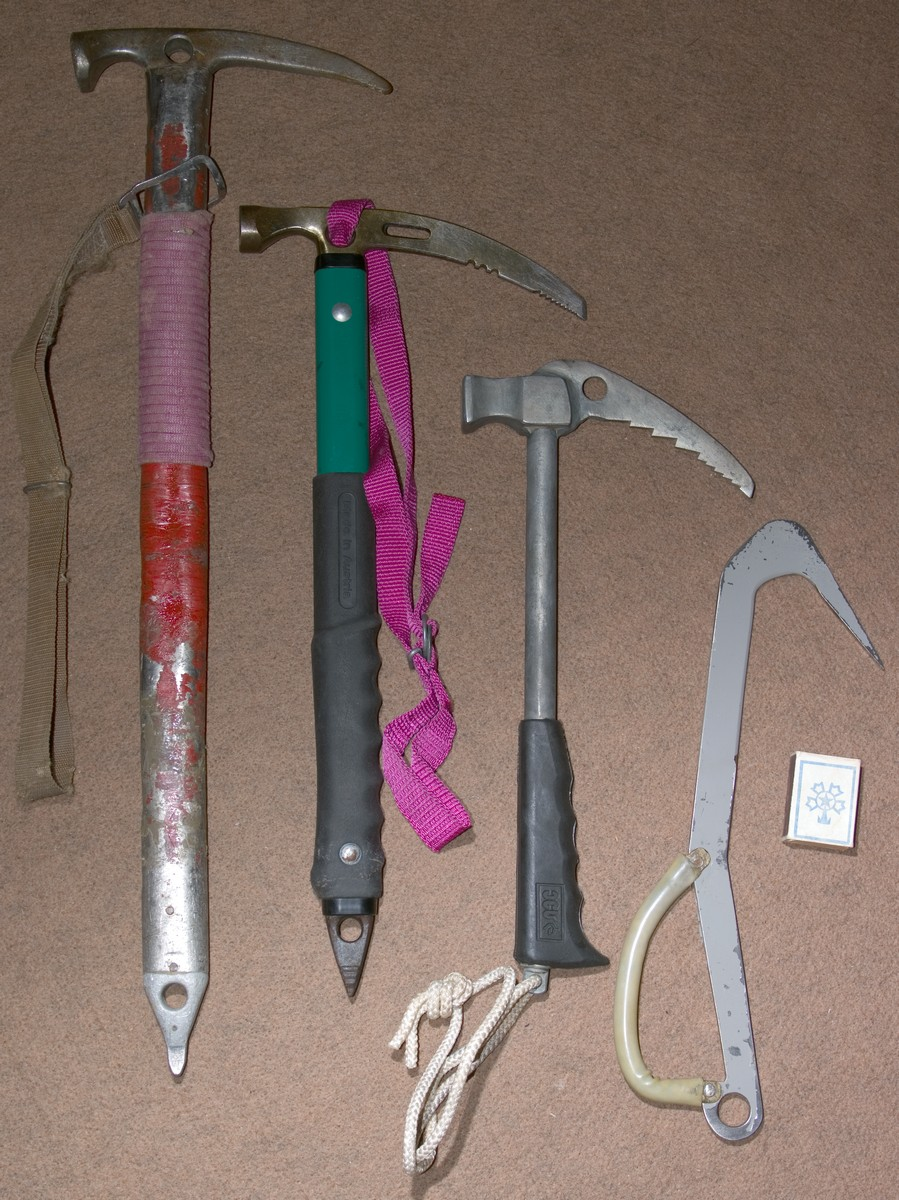
Зліва направо: два айсбайлі (старої моделі (1950… 1980) і сучасний), льодовий молоток і айс-фіфі

З метою забезпечення безпеки учасник пристібається до мотузки, яка не дає йому впасти вниз в разі зриву. Для учасника обов'язкова наявність каски.
Існує два варіанти  страховки:
- нижня, коли спортсмен, піднімаючись по льодовій стіні, періодично сам забезпечує для себе страховку, вкручуючи льодові гаки, в які він за допомогою карабінів простьобує страхуючу його мотузку.
- верхня, коли він пристьобується до мотузки, спущеної зверху і закріпленої нагорі. Верхня страховка застосовується під час змагань.

Для організації страховки на льоду використовуються спеціальні  льодові гаки, які вкручуються в лід («льодобури»).

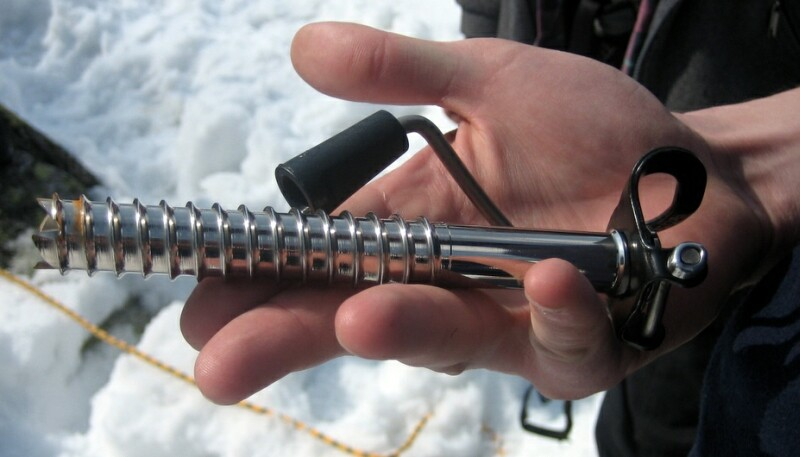
Льодовий гак («льодобур»)

## Драй-тулінг
Вид льодолазіння по нельодяній поверхні з використанням льодолазного обладнання.

## Перший чемпіонат ФАіС України з льодолазіння
13-15 грудня 2013 р. в м. Харків пройшов Чемпіонат ФАіС України з льодолазіння, вид програми — трудність. Це перші офіційні змагання з льодолазіння всеукраїнського масштабу. Загальна підготовка та проведення змагань здійснювалися Федерацією альпінізму та скелелазіння України за сприяння Федерації альпінізму і скелелазіння Харківської області.